# Шевченко, Николай Андреевич (учёный)
Николай Андреевич Шевченко — советский учёный-инструментальщик, доктор технических наук, профессор.

## Биография
Родился 18 ноября 1900 г.
Окончил гимназию. В возрасте 24 лет окончил Московский государственный технический университет имени Н. Э. Баумана, после чего занимал руководящие должности на советских предприятиях, в том числе принимал непосредственное участие в проектировании Сталинградского тракторного завода имени Ф. Э. Дзержинского. Преподавал в Военной академии Красной Армии.
В 1936 г. Шевченко Н. А. после защиты кандидатской диссертации присуждена ученая степень кандидата технических наук, а уже в 1941 г. Шевченко Н. А. присвоено учёное звание профессора.
После начала Великой Отечественной войны в 1941 г. был необоснованно подвергнут репрессиям, находился в заключении более 10 лет и в послевоенное время был полностью реабилитирован в 1956 г.
После освобождения в 1952 г. работал в Брянском институте транспортного машиностроения (БГТУ), в должности старшего преподавателя кафедры «Технология машиностроения».
В период с 1956 г. по 1975 г. — работал в должности заведующего кафедрой «Металлорежущие станки и инструменты» (МСиИ).
Похоронен на Пятницком кладбище г. Москвы.

## Научные работы
В 1930-е годы Н. А. Шевченко опубликован ряд крупных работ по конструированию и проектированию режущего инструмента, не потерявших актуальности по настоящий день:
- 1933 г. — Конструкция режущего инструмента: Краткое руководство… / Инж. Н. А. Шевченко. — Москва; Ленинград: Госмашметиздат, 1933 — Обл., 147, [3] с., 2 с.
- 1934 г. — Типовая объемная программа по курсу Металлорежущие инструменты для Машиностроительной специальности Московской промышленной академии им. Л. М. Кагановича / [Сост. доц. Н. А. Шевченко]; Глав. упр. учеб. заведениями НКТП — СССР. — [1934]. — Обл., 9 с.

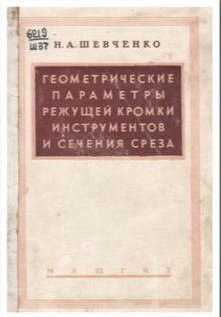
«Геометрические параметры режущей кромки инструментов и сечения среза» Шевченко Н. А.

- 1935 г. — Раздел справочника для инженеров «Металлорежущий инструмент».
- 1935—1936 г.г. — Современные металлорежущие инструменты / Инж. Н. А. Шевченко. — Москва: ВНИТО-МАШ. Машиностр. фак-т, (стеклогр. ИЗПК). — 3 т.
- 1939 г. — Протяжное дело /Гос. науч. б-ка НКТП. — 2-е изд. — [Москва]: ГНБ, 1939. — 16 с., без тит. л.; 15 см. -(Серия: машиностроение; Вып. 24).
- 1957 г. — Геометрические параметры режущей кромки инструментов и сечения среза / Н. А. Шевченко. — М.: Машгиз, 1957. — 139 с.
- 1987 г. — Справочник инструментальщика, Ординарцев И. А., Филиппов Г. В., Шевченко А. Н.

Представленные работы и целый ряд научных статей легли в основу начинавшего создаваться в те годы в нашей стране научного направления по теории проектирования сложных режущих инструментов. За время работы в БИТМе Шевченко Н. А. было опубликовано, более 40 печатных трудов, получено 3 авторских свидетельства. Подготовлено и выпущено более 17 кандидатов наук.

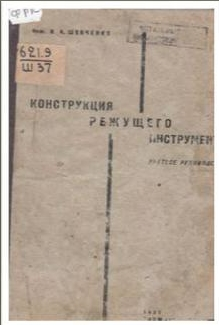
«Конструкция режущего инструмента» Шевченко Н. А.